# Сухопутные войска Австралии

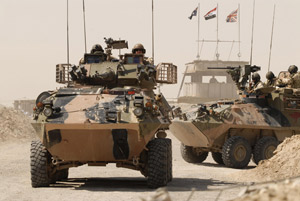
ASLAVы в Ираке в 2006 г.

Сухопутные войска Австралии (англ. Australian Army) — часть Сил обороны Австралии, наряду с ВМФ, ВВС Австралии. 
В то время как Начальник Сил обороны командует Вооруженными Силами Австралии, армия находится под командованием Начальника армии. Последний подчиняется первому, а также непосредственно подчиняется министру обороны. Хотя австралийские солдаты были вовлечены в ряд мелких и крупных конфликтов на протяжении всей своей истории, лишь во Второй мировой войне территория Австралии подвергалась прямому нападению вражеских сил. Они использовались только против Японии. Срочный призыв отменён с 1972 года.

## Миссия
Миссия австралийской армии заключается в обеспечении «мощной, универсальной, и обновленной боеготовности с целью содействия безопасности Австралии и защиты своего народа».

## История

### Сражения
- Вторая англо-бурская война (1899—1902)
- Первая мировая война (1914—1918)
- Вторая мировая война (1939—1945)
- Корейская война (1950—1953)
- Малайская чрезвычайная ситуация (1950—1960)
- Индонезийско-малайское противостояние (1962—1966)
- Война во Вьетнаме (1962—1973)
- Война в Афганистане (2001—2021)
- Иракская война (2003—2011).

Тем не менее, с 1947 года Армия Австралии также принимала участие во многих операциях по поддержанию мира, как правило, под эгидой Организации Объединённых Наций. Самый большой из них является операция в Восточном Тиморе в 1999 году. Среди других известных операций являются поддержание мира на Бугенвиле и на Соломоновых островах, которые всё ещё продолжаются и по сей день.

## Рода войск
Ниже приведён список 23 корпусов австралийской армии, упорядоченный в соответствии с традиционным старшинством всех корпусов.
- Корпус кадетов штаба (Corps of Staff Cadets)
- Королевский австралийский бронетанковый корпус (Royal Australian Armoured Corps)
- Королевская австралийская артиллерия (Royal Australian Artillery)
- Королевские австралийские инженеры (Royal Australian Engineers)
- Королевский австралийский корпус связи (Royal Australian Corps of Signals)
- Королевский австралийский пехотный корпус (Royal Australian Infantry Corps)
- Австралийский корпус армейской авиации (Australian Army Aviation Corps)
- Австралийский корпус военной разведки (Australian Intelligence Corps)
- Королевский австралийский департамент капелланов (Royal Australian Army Chaplains Department)
- Королевский австралийский транспортный корпус (Royal Australian Corps of Transport)
- Королевский австралийский медицинский корпус (Royal Australian Army Medical Corps)
- Королевский австралийский стоматологический корпус (Royal Australian Army Dental Corps)
- Королевский австралийский артиллерийско-технический корпус (Royal Australian Army Ordnance Corps)
- Королевский австралийский корпус инженеров-электриков и механиков (Royal Australian Electrical and Mechanical Engineers)
- Королевский австралийский корпус военного образования (Royal Australian Army Educational Corps)
- Служба по связям с общественностью (Australian Army Public Relations Service)
- Корпус общественного питания (Australian Army Catering Corps)
- Королевский австралийский денежный корпус (Royal Australian Army Pay Corps)
- Юридический корпус (Australian Army Legal Corps)
- Королевский австралийский корпус военной полиции (Royal Australian Corps of Military Police)
- Корпус военных психологов (Australian Army Psychology Corps)
- Корпус военных оркестров (Australian Army Band Corps)
- Королевский австралийский корпус медсестёр (Royal Australian Army Nursing Corps)

## Структура

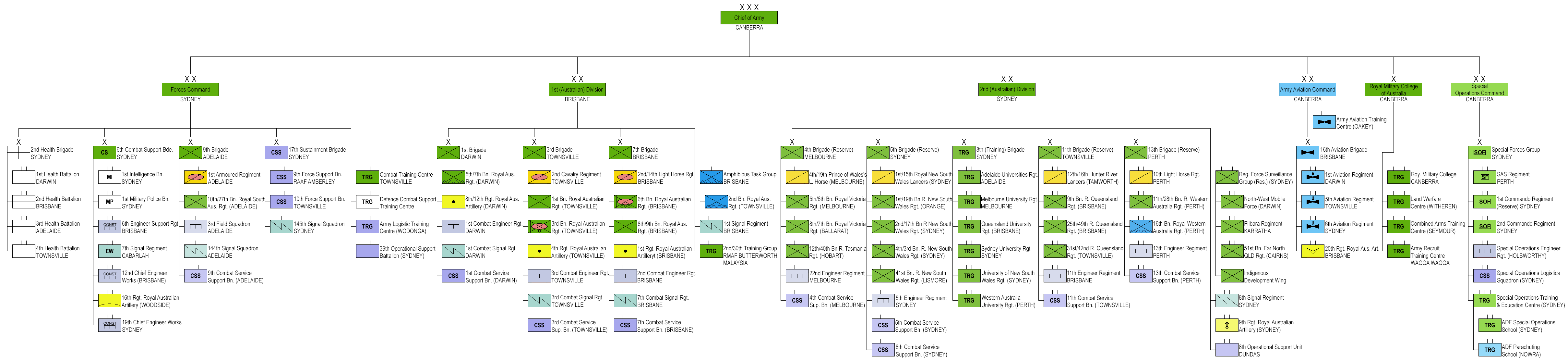
ОШС на 2023 год.

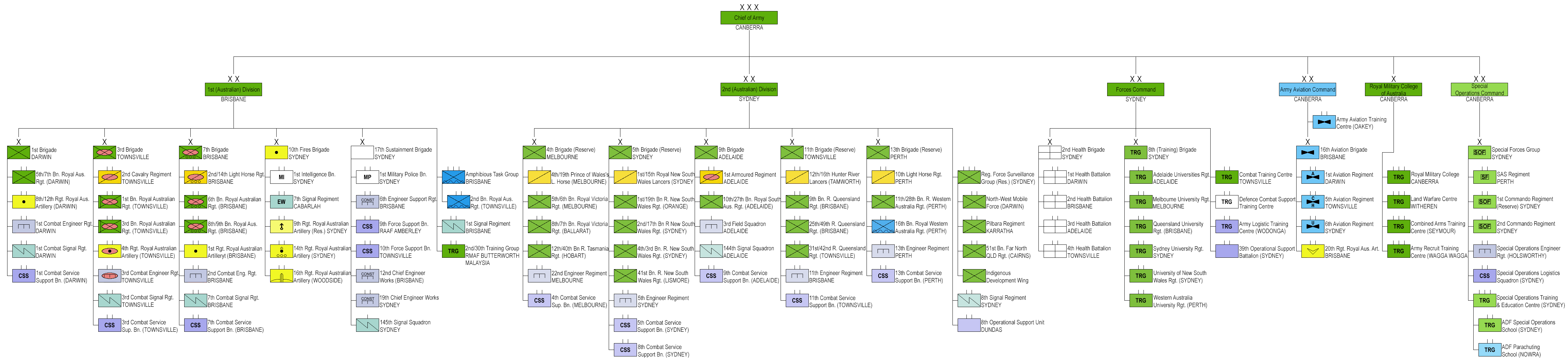
ОШС на 2025 год.

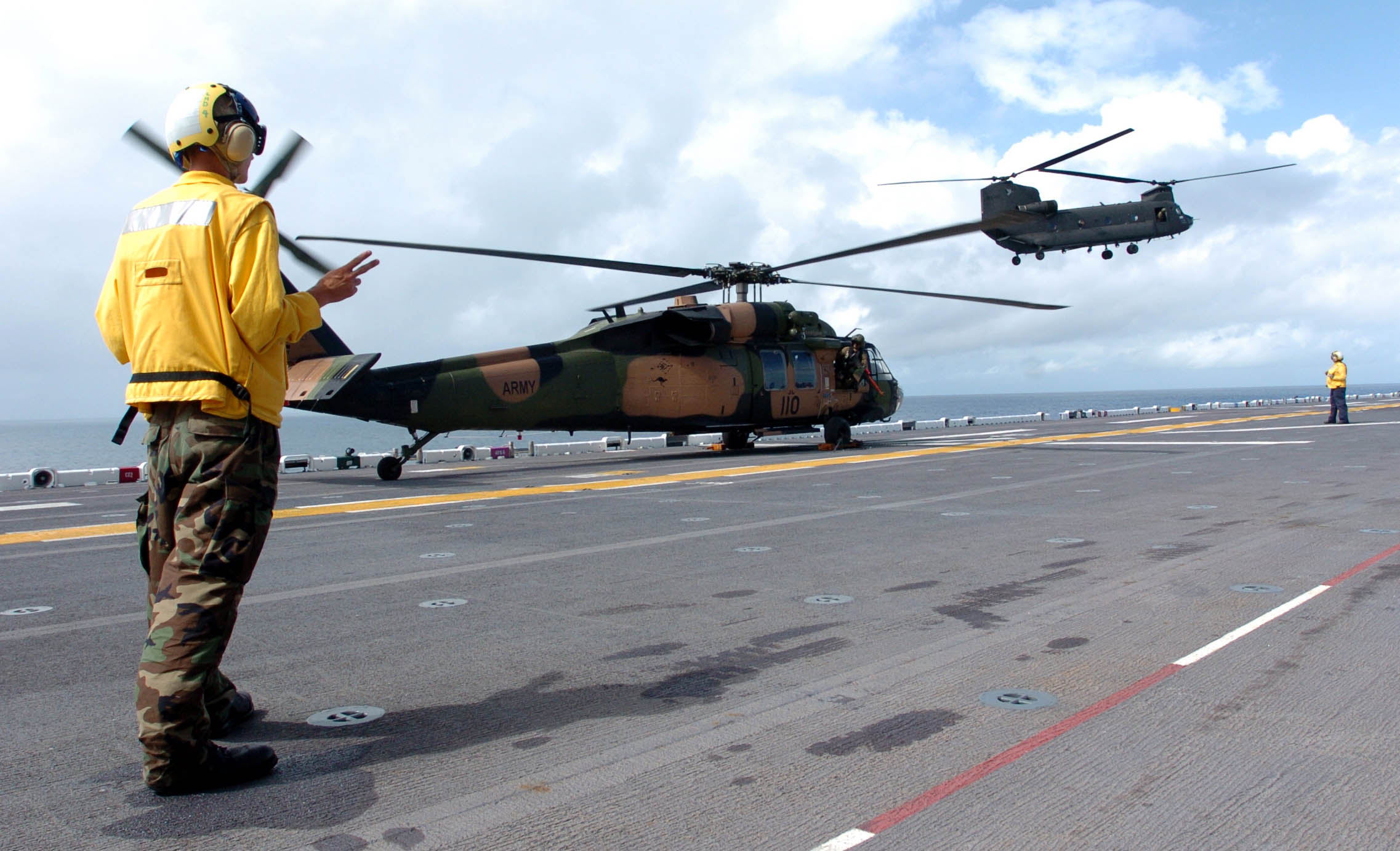
S-70A-9 Black Hawk и CH-47D австралийской армии взлетают с УДК USS Boxer.

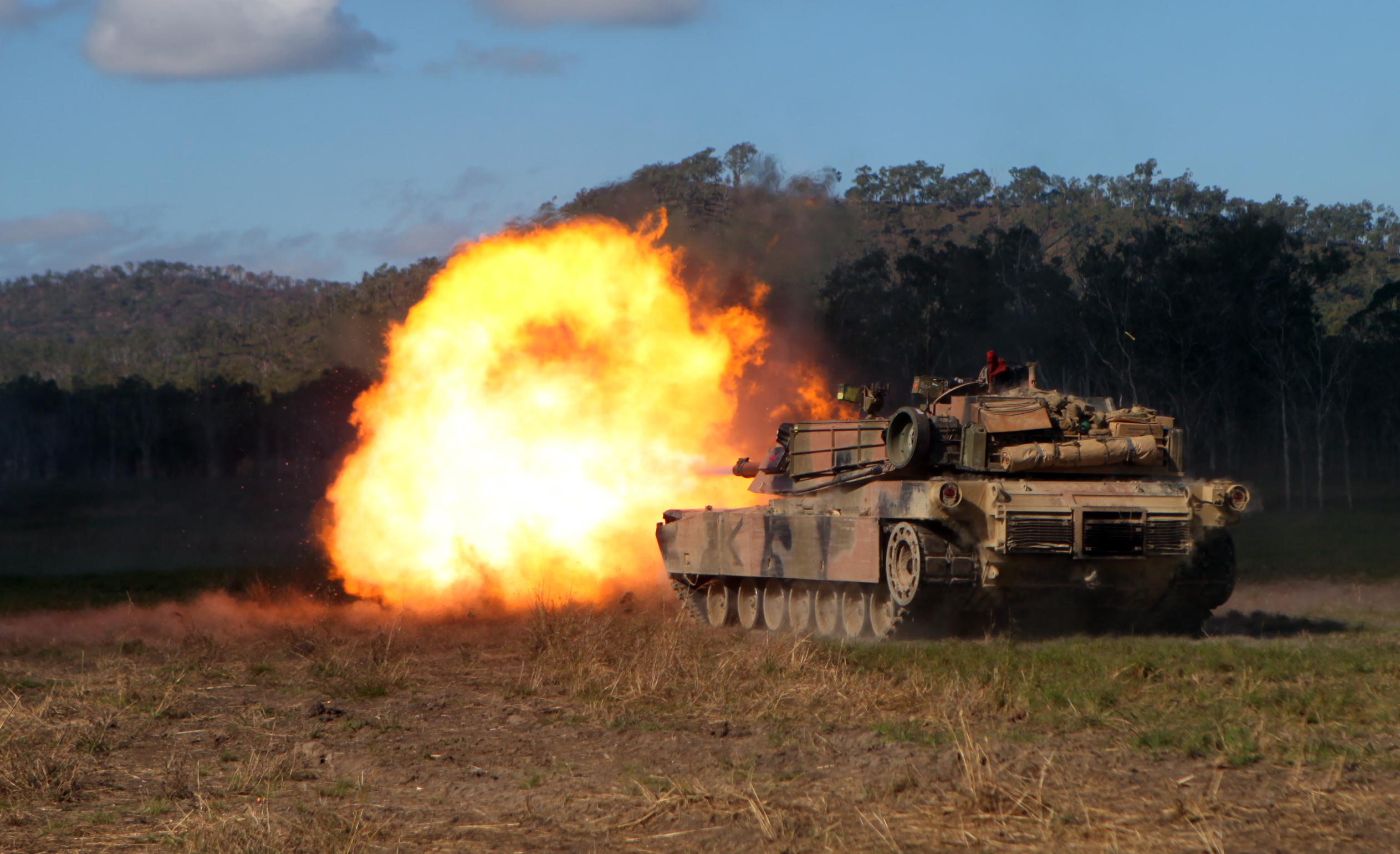
M1A1 AIM Abrams австралийской армии стреляет из 120-мм пушки

Командующий СВ Австралии (Chief of the Army (CoA)) (генерал-лейтенант) (Канберра, АСТ)
- Командование сил (Forces Command) (Сидней, НЮУ), административное управление частей СВ, за исключением сил спецназа
- Штаб 1-й дивизии (Headquarters, 1st Division (HQ 1 Div)) (Эногерра (Брисбен), Квинсленд)
- Штаб 2-й дивизии (Headquarters, 2nd Division (HQ 2 Div)) (Сидней, НЮУ)

### Командование специальных операций
Командование специальных операций (Special Operations Command (SOCOM)) (генерал-майор) (Канберра)
- Штаб специальных операций (Special Operations Headquarters) (часть в Канберре, АСТ, часть в Сидней, НЮУ) (подчиняется Штабу совместных операций (Headquarters Joint Operations Command) в Коуене, АСТ)
- Полк Особой воздушной службы Австралии (Special Air Service Regiment (SASR)) (казарма Камбел, Сванборн, Перт, ЗА) (элита австралийского спецназа)
- 1-й полк специального назначения (1st Commando Regiment (1st Cdo Regt)) (казарма Рендуик, Сидней, НЮУ)
- 2-й полк специального назначения (2nd Commando Regiment (2nd Cdo Regt)) (казарма Хольсуорти, Сидней, НЮУ)
- Инженерный полк специальных операций (Special Operations Engineer Regiment) (казарма Хольсуорти, Сидней, НЮУ)
- Эскадрон материально-технического обеспечения специальных операций (Special Operations Logistics Squadron) (Банксмедоу, Сидней, НЮУ)
- Учебный центр сил специальных операций (Special Operations Training & Education Centre) (казарма Лоун Пайн, Синглтон, НЮУ)

### Командование армейской авиации
Командование армейской авиации (Army Aviation Command) (Канберра)
- 16-я авиационная бригада (16 Aviation Brigade)
  - Штаб 16-й авиационной бригады (Headquarters, 16 Aviation Brigade) (казарма Галиполи, Эногерра (Брисбен), Кв.)
  - 1-й авиационный полк (1st Aviation Regiment) (казарма Робертсон, Дарвин, СТ)
    - 161-й эскадрон разведывательно-ударных вертолётов (161st Reconnaissance Squadron) (Tiger ARH)
    - 162-й эскадрон разведывательно-ударных вертолётов (162nd Reconnaissance Squadron) (Tiger ARH)

  - 5-й авиационный полк (5th Aviation Regiment) (авиабаза КВВС Австралии Таунсвилл, Кв.)
    -       - Эскадрон A десантных вертолётов (A Squadron) (MRH-90)

    - Эскадрон B десантных вертолётов (B Squadron) (MRH-90)
    - Эскадрон C транспортных вертолётов (C Squadron) (CH-47F Chinook)

  - 6-й авиационный полк (6th Aviation Regiment) (казарма Хольсуорти, Сидней, НЮУ)
    - 171-й эскадрон вертолётов поддержки спецопераций (171st Aviation Squadron) (S-70A-9 Black Hawk, будет перевооружен на MRH-90)
    - 173-й эскадрон вертолётов поддержки спецопераций (173rd Aviation Squadron) (S-70A-9 Black Hawk, будет перевооружен на MRH-90)

### Командование сил
В мирное время регулярные бригады подчиняются непосредственно Командованию сил. Во время войны контроль принимает 1-я дивизия.
- 1-я бригада (1 Brigade)
  - Штаб 1-й бригады (Headquarters, 1st Brigade) (казарма Робертсон, Дарвин, СТ)
  - 5-й батальон Королевского австралийского полка (5th Battalion, Royal Australian Regiment) (M113AS4) (казарма Робертсон, Дарвин, СТ)
  - 8-й/12-й полк Королевской австралийской артиллерии (8th/12th Regiment, Royal Australian Artillery) (M777) (казарма Робертсон, Дарвин, СТ)
  - 1-й инженерно-сапёрный полк (1st Combat Engineer Regiment) (казарма Робертсон, Дарвин, СТ)
  - 1-й полк связи (1st Combat Signal Regiment) (казарма Робертсон, Дарвин, СТ)
  - 1-й батальон материально-технического обеспечения (1st Combat Service Support Battalion) (казарма Робертсон, Дарвин, СТ)

- 3-я бригада (3 Brigade)
  - Штаб 3-й бригады (Headquarters, 3 Brigade) (казарма Лаварак, Таунсвилл, Кв.)
  - 2-й кавалерийский полк (2nd Cavalry Regiment) (казарма Лаварак, Таунсвилл, Кв.)
    - Танковый эскадрон на M1 Абрамс, два бронеразведывательных эскадрона на ASLAV

  - 1-й батальон Королевского австралийского полка (1st Battalion, Royal Australian Regiment) (Bushmaster PMV) (казарма Лаварак, Таунсвилл, Кв.)
  - 3-й батальон Королевского австралийского полка (3rd Battalion, Royal Australian Regiment) (M113AS4) (казарма Лаварак, Таунсвилл, Кв.)
  - 4-й полк Королевской австралийской артиллерии (4th Regiment, Royal Australian Artillery) (M777) (казарма Лаварак, Таунсвилл, Кв.)
  - 3-й инженерно-сапёрный полк (3rd Combat Engineer Regiment) (казарма Лаварак, Таунсвилл, Кв.)
  - 3-й полк связи (3rd Combat Signal Regiment) (казарма Лаварак, Таунсвилл, Кв.)
  - 3-й батальон материально-технического обеспечения (3rd Combat Service Support Battalion) (казарма Лаварак, Таунсвилл, Кв.)

- 6-я бригада боевой поддержки (6th Combat Support Brigade (CS&ISTAR))
  - Штаб 6-й бригады (Headquarters, 6 Brigade (CS&ISTAR)) (казарма Виктория, Сидней, НЮУ)
  - 1-й батальон военной разведки (1st Intelligence Battalion) (казарма Виктория, Сидней, НЮУ)
  - 1-й батальон военной полиции (1st Military Police Battalion) (казарма Виктория, Сидней, НЮУ)
  - 6-й полк инженерного обеспечения (6th Engineer Support Regiment) (авиабаза КВВС Австралии Эмберли, Кв.)
  - 7-й полк радиоразведки (7th Signal Regiment) (казарма Борнео, Кабарла, Кв.)
  - 16-й полк ПВО Королевской австралийской артиллерии (16th Air Land Regiment, Royal Australian Artillery) (ПЗРК RBS 70) (казарма Удсайд, Удсайд, Южная Австралия)
  - 20-й полк наблюдения и целеуказания Королевской австралийской артиллерии (полк БПЛА) (20th Surveillance and Target Acquisition Regiment, Royal Australian Artillery) (казарма Галиполи, Эногерра (Брисбен), Кв.)
  - 12-й отряд начальника инженерной службы (19th Chief Engineer Works) (казарма Галиполи, Эногерра (Брисбен), Кв.)
  - 19-й отряд начальника инженерной службы (19th Chief Engineer Works) (казарма Рендуик, Сидней, НЮУ)

- 7-я бригада (7 Brigade)
  - Штаб 3-й бригады (Headquarters, 3 Brigade) (казарма Галиполи, Эногерра (Брисбен), Кв.)
  - 2-й/14-й лёгкий конный полк (квинслендский коннопехотный) (2nd/14th Light Horse Regiment (Queensland Mounted Infantry)) (казарма Галиполи, Эногерра (Брисбен), Кв.)
    - Танковый эскадрон на M1 Абрамс, два бронеразведывательных эскадрона на ASLAV

  - 6-й батальон Королевского австралийского полка (6th Battalion, Royal Australian Regiment) (M113AS4) (казарма Галиполи, Эногерра (Брисбен), Кв.)
  - 8-й/9-й батальон Королевского австралийского полка (8th/9th Battalion, Royal Australian Regiment) (Bushmaster PMV) (казарма Галиполи, Эногерра (Брисбен), Кв.)
  - 1-й полк Королевской австралийской артиллерии (1st Regiment, Royal Australian Artillery) (M777) (казарма Галиполи, Эногерра (Брисбен), Кв.)
  - 2-й инженерно-сапёрный полк (2nd Combat Engineer Regiment) (казарма Галиполи, Эногерра (Брисбен), Кв.)
  - 7-й полк связи (7th Combat Signal Regiment)) (казарма Галиполи, Эногерра (Брисбен), Кв.)
  - 7-й батальон материально-технического обеспечения (7th Combat Service Support Battalion) (казарма Галиполи, Эногерра (Брисбен), Кв.)

- 9-я бригада (9th Brigade)
  - Штаб 9-й бригады (Headquarters, 9th Brigade) (казарма Кесуик, Аделаида, ЮА), зона отговорности: Южная Австралия и Тасмания
  - 3-й/9-й лёгкий конный полк (Южноавстралийский коннострелковый) (3rd/9th Light Horse (South Australian Mounted Rifles)) (Смитфилд, Аделаида, ЮА)
  - 1-й бронетанковый полк (1st Armoured Regiment) (Аделаида)
    - Танковый эскадрон на M1 Абрамс, два разведывательных эскадрона на ASLAV

  - 10-й/27-й батальон Королевского южноавстралийского полка (10th/27th Battalion, Royal South Australia Regiment) (казарма Кесуик, Аделаида, ЮА)
  - 7-й батальон Королевского австралийского полка (7th Battalion, Royal Australian Regiment) (Bushmaster PMV) (авиабаза КВВС Австралии Эдинбург, ЮА)
  - 3-й полевой эскадрон Королевских австралийских инженеров (3rd Field Squadron, Royal Australian Engineers) (казарма Уаррадэйл, Аделаида, ЮА)
  - 144-й эскадрон связи (144th Signal Squadron) (казарма Кесуик, Аделаида, ЮА)
  - 9-й батальон материально-технического обеспечения (9th Combat Service Support Battalion) (казарма Уаррадэйл, Аделаида, ЮА)

- 17-я бригада материально-технического обеспечения (17 Combat Service Support Brigade)
  - Штаб 17-й бригады МТО (Headquarters, 17 Combat Service Support Brigade) (казарма Рендуик, Сидней, НЮУ)
  - 145-й эскадрон связи (казарма Рендуик, Сидней, НЮУ)
  - 2-й батальон материально-технического обеспечения (резервный) (2nd Force Support Battalion (Reserve)) (Хобарт, Тас.)
  - 9-й батальон материально-технического обеспечения (9th Force Support Battalion) (авиабаза КВВС Австралии Эмберли, Кв.)
  - 10-й батальон материально-технического обеспечения (10th Force Support Battalion) (казарма Лаварак, Таунсвилл, Кв.)
  - 1-й батальон непосредственной медицинской поддержки (1st Close Health Battalion) (казарма Рендуик, Сидней, НЮУ)
  - 2-й общий медицинский батальон (2nd General Health Battalion) (казарма Галиполи, Эногерра (Брисбен), Кв.)
  - 3-й батальон медицинской поддержки (3rd Health Support Battalion) (казарма Кесуик, Аделаида, ЮА)
  - 4-й батальон медицинской поддержки (4th Health Support Battalion) (казарма Лаварак, Квинсленд)

### 1-я дивизия
В мирное время 1-я дивизия является экспедиционным штабом. Во время войны регулярные бригады подчиняются 1-й дивизии.
- Штаб 1-й дивизии (Headquarters, 1st Division) (казарма Галиполи, Эногерра (Брисбен), Квинсленд)
- 1-й полк связи (1st Signal Regiment) (казарма Галиполи, Эногерра (Брисбен), Квинсленд)
- 39-й батальон оперативной поддержки (39th Operational Support Battalion) (Сидней, НЮУ)
- Центр боевой подготовки СВ (Combat Training Centre) (Таунсвилл)
- 2-я/30-я учебная группа (2/30th Training Group) (авиабаза КВВС Малайзии Баттеруорт)
- Амфибийная оперативная группа (Amphibious Task Group) (Sydney)
  - 2-й батальон Королевского австралийского полка (2nd Battalion, Royal Australian Regiment) (морская пехота) (Таунсвилл)

### 2-я дивизия
2-я дивизия отвечает за резервные подразделения СВ Австралии. Штаб находится в Сиднее.
- Штаб 2-й дивизии (Headquarters, 2nd Division) (казарма Рендуик, Сидней, НЮУ)
- 8-й полк связи (8th Signal Regiment) (казарма Рендуик, Сидней, НЮУ)
- 9-й полк Королевской австралийской артиллерии (9th Regiment, Royal Australian Artillery) (казарма Когара, Когара, НЮУ)
  - 2-я/10-я лёгкая батарея (2nd/10th Light Battery) (Сейнт Килда, Мельбурн, Виктория) — артиллерийская поддержка 4-й бригады
  - 23-я лёгкая батарея (23rd Light Battery) (казарма Когара, Когара, НЮУ) — артиллерийская поддержка 5-й бригады
  - 6-я/13-я лёгкая батарея (6th/13th Light Battery) (казарма Кесуик, Аделаида, ЮА) — артиллерийская поддержка 9-й бригады
  - 5-я/11-я лёгкая батарея (5th/11th Light Battery) (казарма Лаварак, Таунсвилл, Кв.) — артиллерийская поддержка 11-й бригады
  - 3-я лёгкая батарея (3rd Light Battery) (казарма Эруин, Перт, ЗА) — артиллерийская поддержка 13-й бригады
  - 7-я лёгкая батарея (7th Light Battery) (Ди Вай, Сидней, НЮУ) — подготовка запасных офицеров артиллерии при поддержки 8-й бригады

Все бригады и части принадлежат к резерву:
- 4-я бригада (4th Brigade)
  - Штаб 4-й бригады (Headquarters, 4th Brigade) (казарма Симпсон, Мельбурн, Виктория), зона отговорности: Виктория
  - 4-й/19-й лёгкий конный полк Принца Уэльского (4th/19th Prince of Wales' Light Horse) (казарма Симпсон, Мельбурн, Виктория)
  - 5-й/6-й батальон Королевского викторийского полка (5th/6th Battalion, Royal Victoria Regiment) (Хоуфорн, Мельбурн, Виктория)
  - 8-й/7-й батальон Королевского викторийского полка (8th/7th Battalion, Royal Victoria Regiment) (Балларат, Виктория)
  - 12-й/40-й батальон Королевского тасманийского полка (12th/40th Battalion, Royal Tasmania Regiment) (казарма Деруэнт, Хобарт, Тасмания)
  - 22-й инженерный полк Королевских австралийских инженеров (22nd Engineer Regiment, Royal Australian Engineers) (Рингууд Ийст, Мельбурн, Виктория)
  - 108-й эскадрон связи (108th Signal Squadron) (казарма Симпсон, Мельбурн, Виктория)
  - 4-й батальон материально-технического обеспечения (4th Combat Service Support Battalion) (Броудмедоус, Мельбурн, Виктория)

- 5-я бригада (5th Brigade)
  - Штаб 5-й бригады (Headquarters, 5th Brigade) (казарма Хольсуорти, Сидней, НЮУ), зона отговорности: Новый Южный Уэльс
  - 1-й/15-й королевский новоюжноуэльский уланский полк (1st/15th Royal New South Wales Lancers) (казарма Уланов, Парраматта, Сидней, НЮУ)
  - 1-й/19-й батальон Королевского новоюжноуэльского полка (1st/19th Battalion, Royal New South Wales Regiment) (Ориндж, НЮУ)
  - 2-й/17-й батальон Королевского новоюжноуэльского полка (2nd/17th Battalion, Royal New South Wales Regiment) (Пымбл, Сидней, НЮУ)
  - 4-й/3-й батальон Королевского новоюжноуэльского полка (4th/3rd Battalion, Royal New South Wales Regiment) (Сатерленд, Сидней, НЮУ)
  - 41-й батальон Королевского новоюжноуэльского полка (41st Battalion, Royal New South Wales Regiment) (Лисмор, НЮУ)
  - 5-й инженерный полк Королевских австралийских инженеров (5th Engineer Regiment, Royal Australian Engineers) (казарма Хольсуорти, Сидней, НЮУ)
  - 5-й батальон материально-технического обеспечения (5th Combat Service Support Battalion) (казарма Хольсуорти, Сидней, НЮУ)
  - 8-й батальон материально-технического обеспечения (8th Combat Service Support Battalion) (казарма Тимор, Дундас, Сидней, НЮУ)

- 8-я (учебная) бригада (8th (Training) Brigade)
  - Штаб 8-й бригады (Headquarters, 8th Brigade) (казарма Тимор, Дундас, Сидней, НЮУ), подготовка запасных офицеров в цивилных ВУЗ-ов
  - Полк университетов Аделаиды (Adelaide Universities Regiment) (казарма Хампстед, Аделаида, Южная Австралия)
  - Полк университета Мельбурна (Melbourne University Regiment) (Карлтон, Мельбурн, Вик.)
  - Полк университета Квинсленда (Queensland University Regiment) (Сейнт Лусия, Брисбен, Кв.)
  - Полк университета Сидней (Sydney University Regiment) (Дарлингтон, Сидней, НЮУ)
  - Полк университета Нового Южного Уэльса (University of New South Wales Regiment) (Кенсингтон, Сидней, НЮУ)
  - Полк университета Западной Австралии (Western Australia University Regiment) (казарма Лиуин, Фримантл, ЗА)

- 11-я бригада (11th Brigade)
  - Штаб 11-й бригады (Headquarters, 11th Brigade) (казарма Лаварак, Таунсвилл, Кв.), зона отговорности: Квинсленд
  - 12-й/16-й Хантеррецкий уланский полк (12th/16th Hunter River Lancers) (Тамуорт, НЮУ)
  - 9-й батальон Королевского квинслендского полка (9th Battalion, Royal Queensland Regiment) (казарма Галиполи, Эногерра (Брисбен), Кв.)
  - 25-й/49-й батальон Королевского квинслендского полка (25th/49th Battalion, Royal Queensland Regiment) (казарма Галиполи, Эногерра (Брисбен), Кв.)
  - 31-й/42-й батальон Королевского квинслендского полка (31st/42nd Battalion, Royal Queensland Regiment) (казарма Лаварак, Таунсвилл, Кв.)
  - 11-й инженерный полк Королевских австралийских инженеров (11th Engineer Regiment, Royal Australian Engineers) (казарма Галиполи, Эногерра (Брисбен), Кв.)
  - 141-й эскадрон связи (141st Signal Squadron) (казарма Лаварак, Таунсвилл, Кв.)
  - 11-й батальон материально-технического обеспечения (11th Combat Service Support Battalion) (казарма Лаварак, Таунсвилл, Кв.)

- 13-я бригада (13th Brigade)
  - Штаб 13-й бригады (Headquarters, 13th Brigade) (казарма Эруин (Ирвин), Перт, ЗА)
  - 10-й лёгкий конный полк (A Squadron, 10th Light Horse Regiment) (казарма Эруин, Перт, ЗА)
  - 11-й/28-й батальон Королевского западноавстралийского полка (11th/28th Battalion, Royal Western Australia Regiment) (казарма Эруин, Перт, ЗА)
  - 16-й батальон Королевского западноавстралийского полка (16th Battalion, Royal Western Australia Regiment) (казарма Эруин, Перт, ЗА)
  - 13-й инженерный полк (13th Engineer Regiment) (казарма Эруин, Перт, ЗА)
  - 109-й эскадрон связи (109th Signal Squadron) (казарма Эруин, Перт, ЗА)
  - 13-й батальон материально-технического обеспечения (13th Combat Services Support Battalion) (казарма Эруин, Перт, ЗА)

- Группа отрядов регионального наблюдения (Regional Force Surveillance Group)
  - Штаб группы (Headquarters, Regional Force Surveillance Group) (казарма Ларракейя, Дарвин, СТ)
  - 51-й батальон Дальнесеверного квинслендского полка (51st Battalion, Far North Queensland Regiment) (Кэрнс, Кв.)
  - Северо-западный мобильный отряд (North-West Mobile Force) (казарма Ларракейя, Дарвин, СТ)
  - Пильбарский полк (Pilbara Regiment) (казарма Тейлор, Каррата, ЗА)
  - Крыло подготовки туземных новобранцев (Indigenous Development Wing) (казарма Ларракейя, Дарвин, СТ)

## Вооружение и военная техника

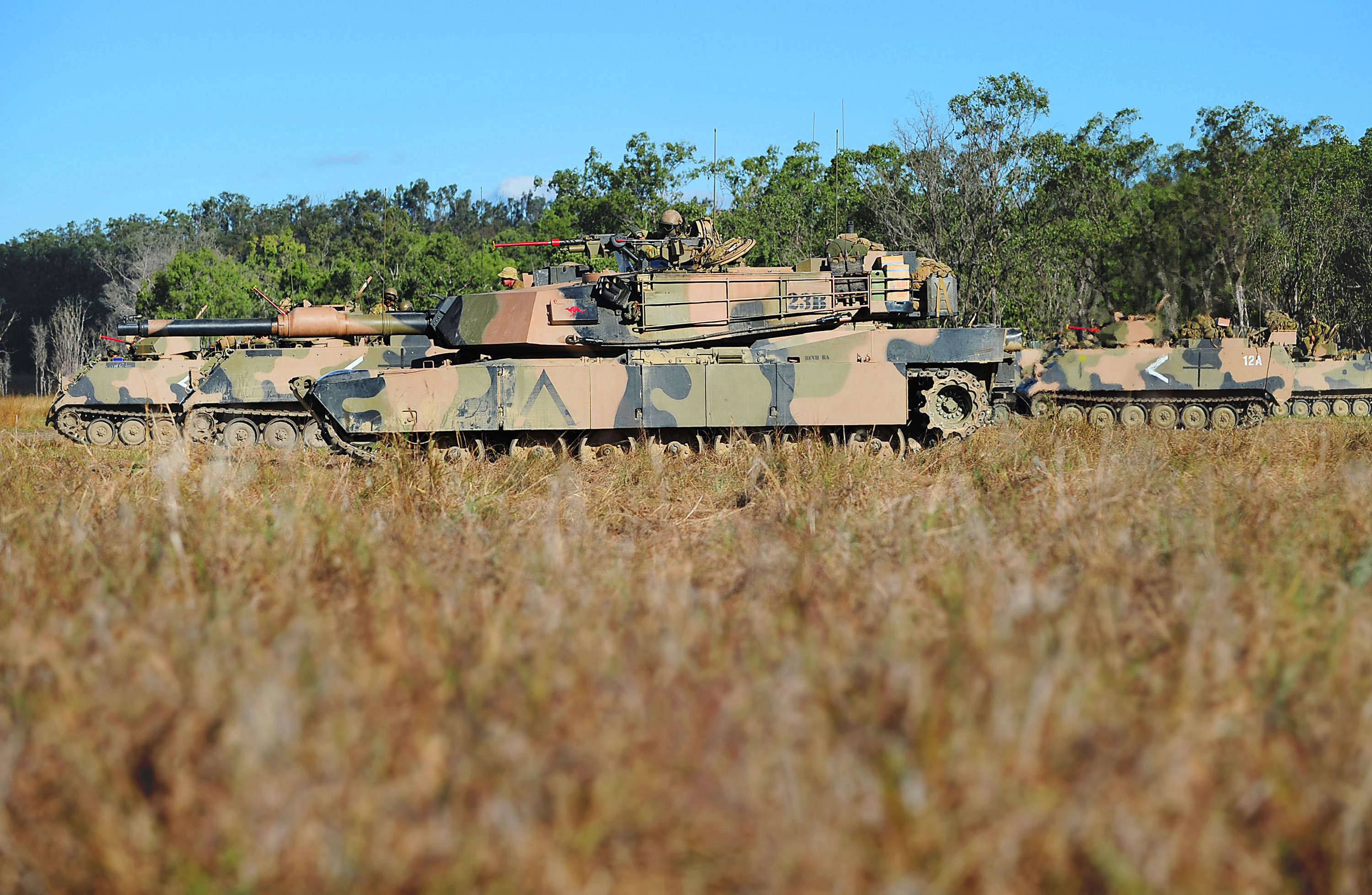
M1A1 Abrams
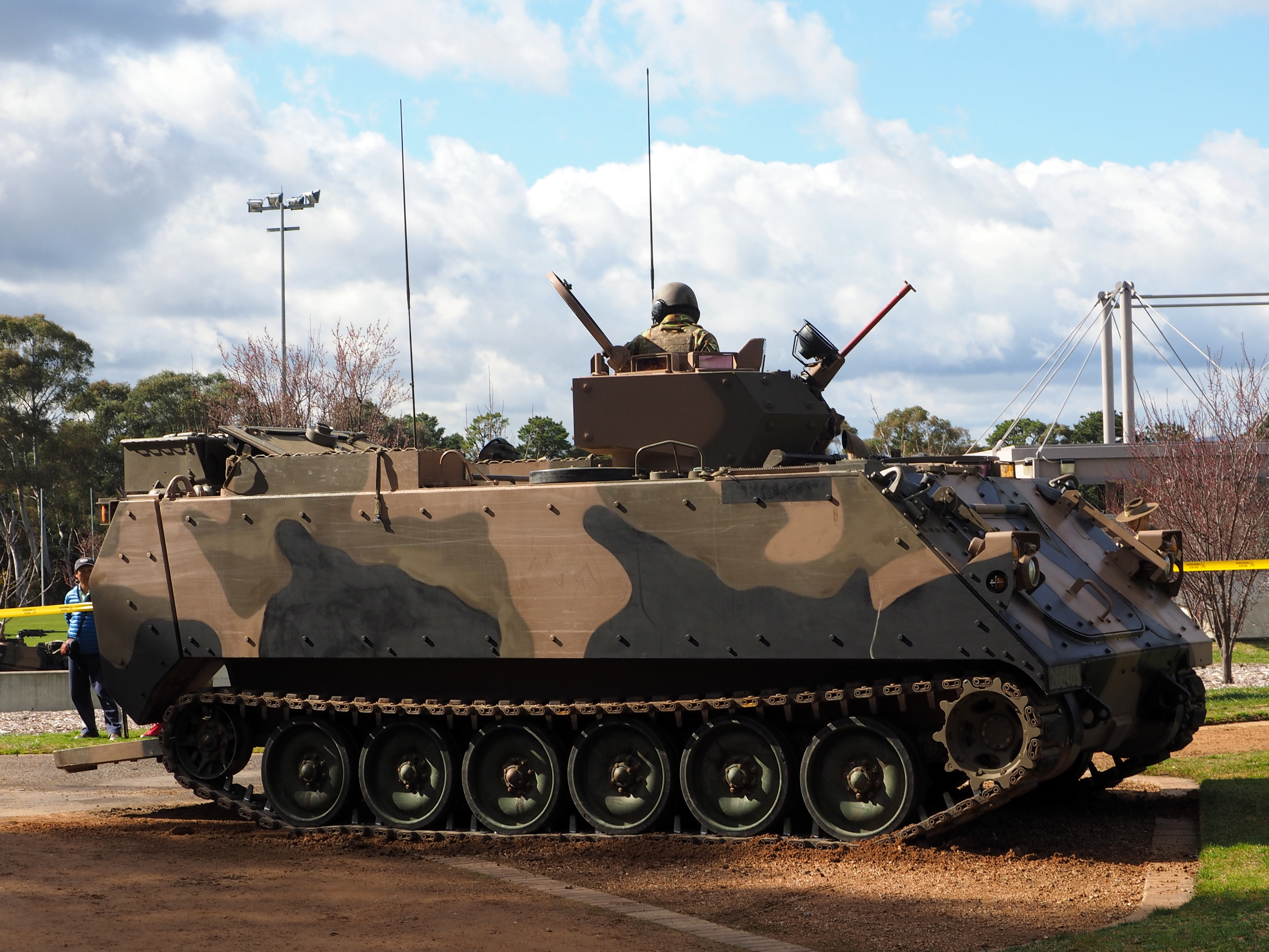
M113AS3/AS3
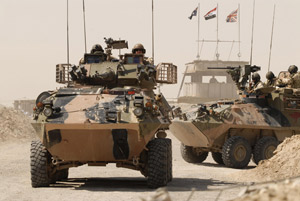
ASLAV
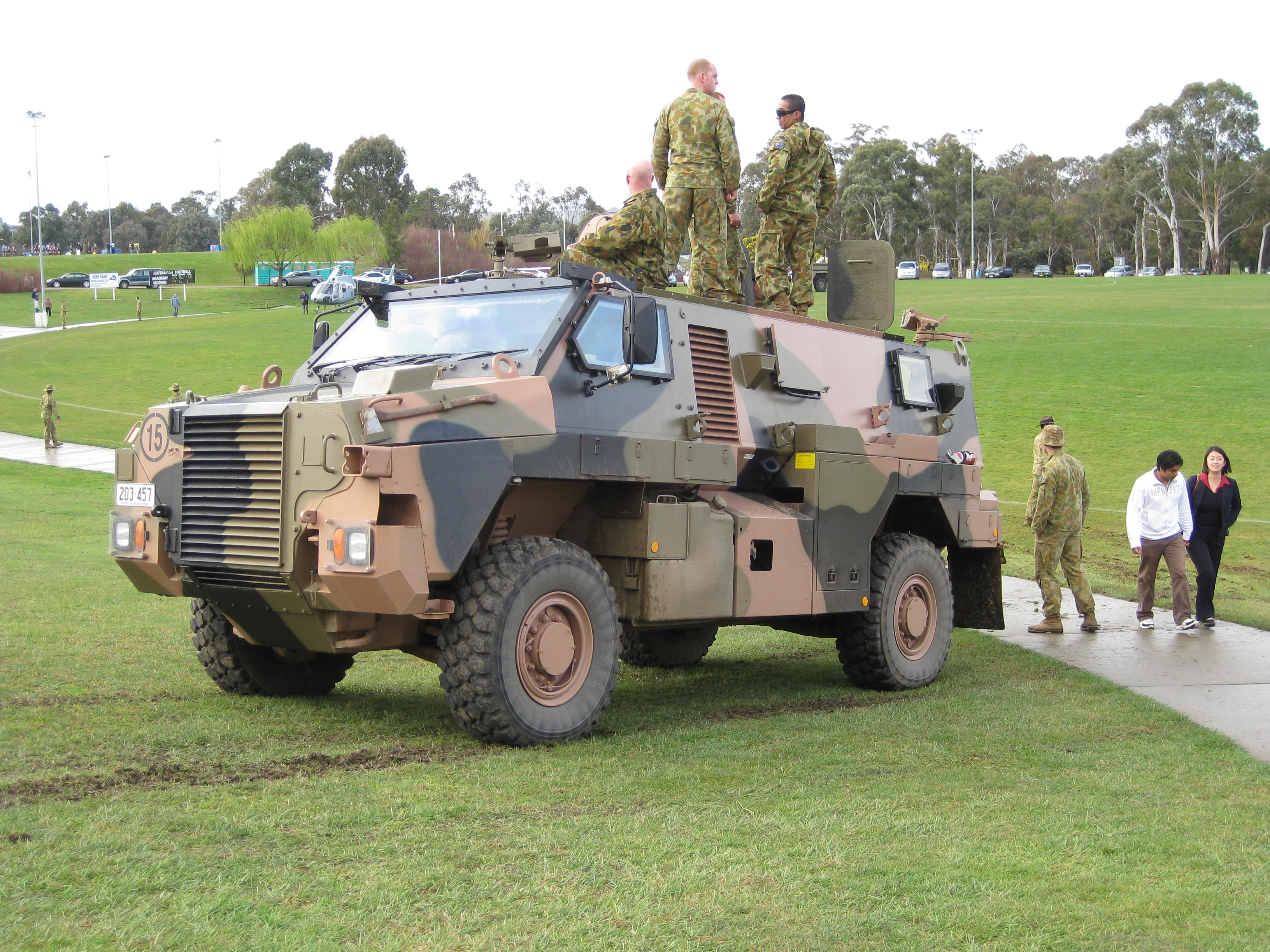
Bushmaster
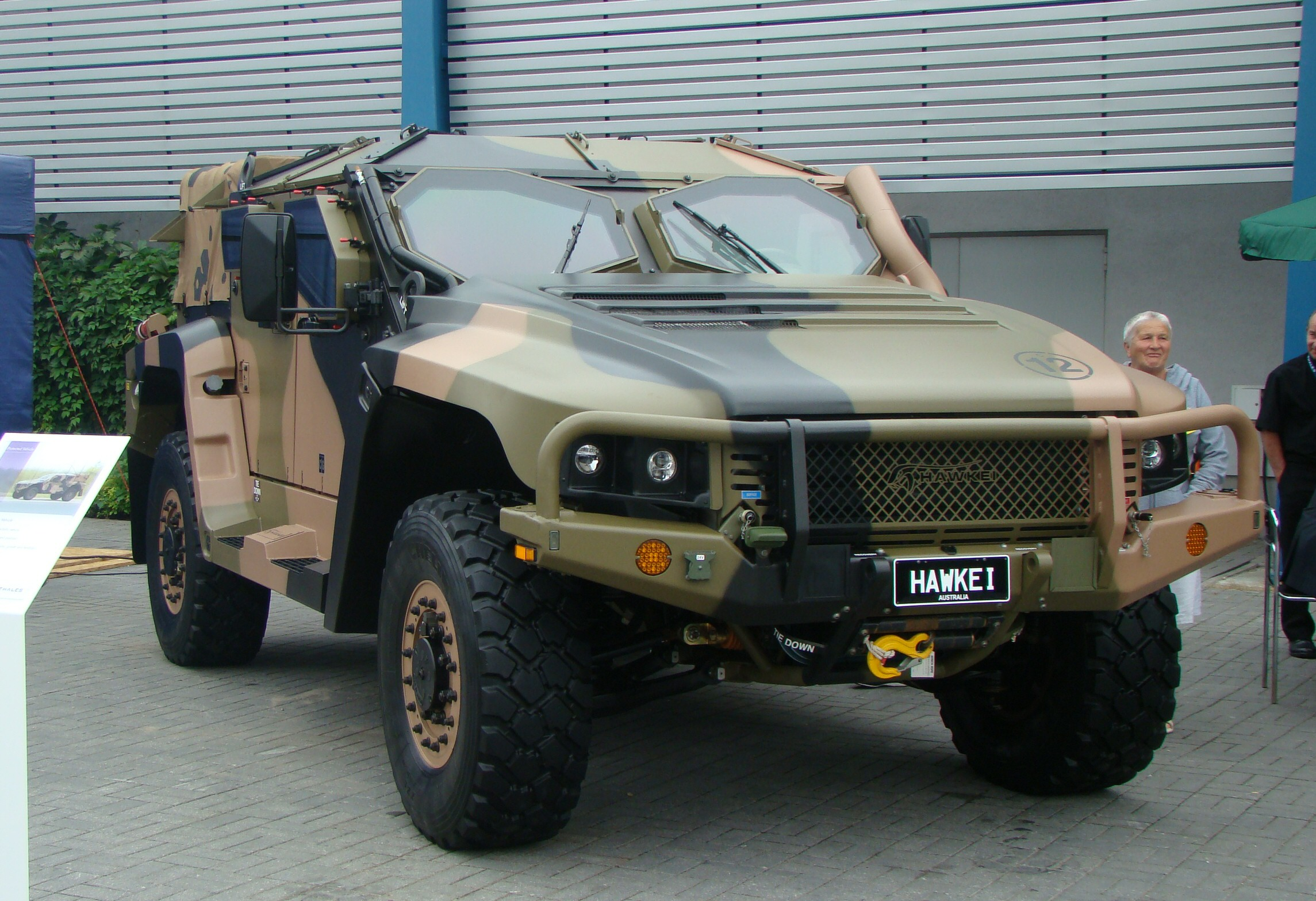
Hawkei
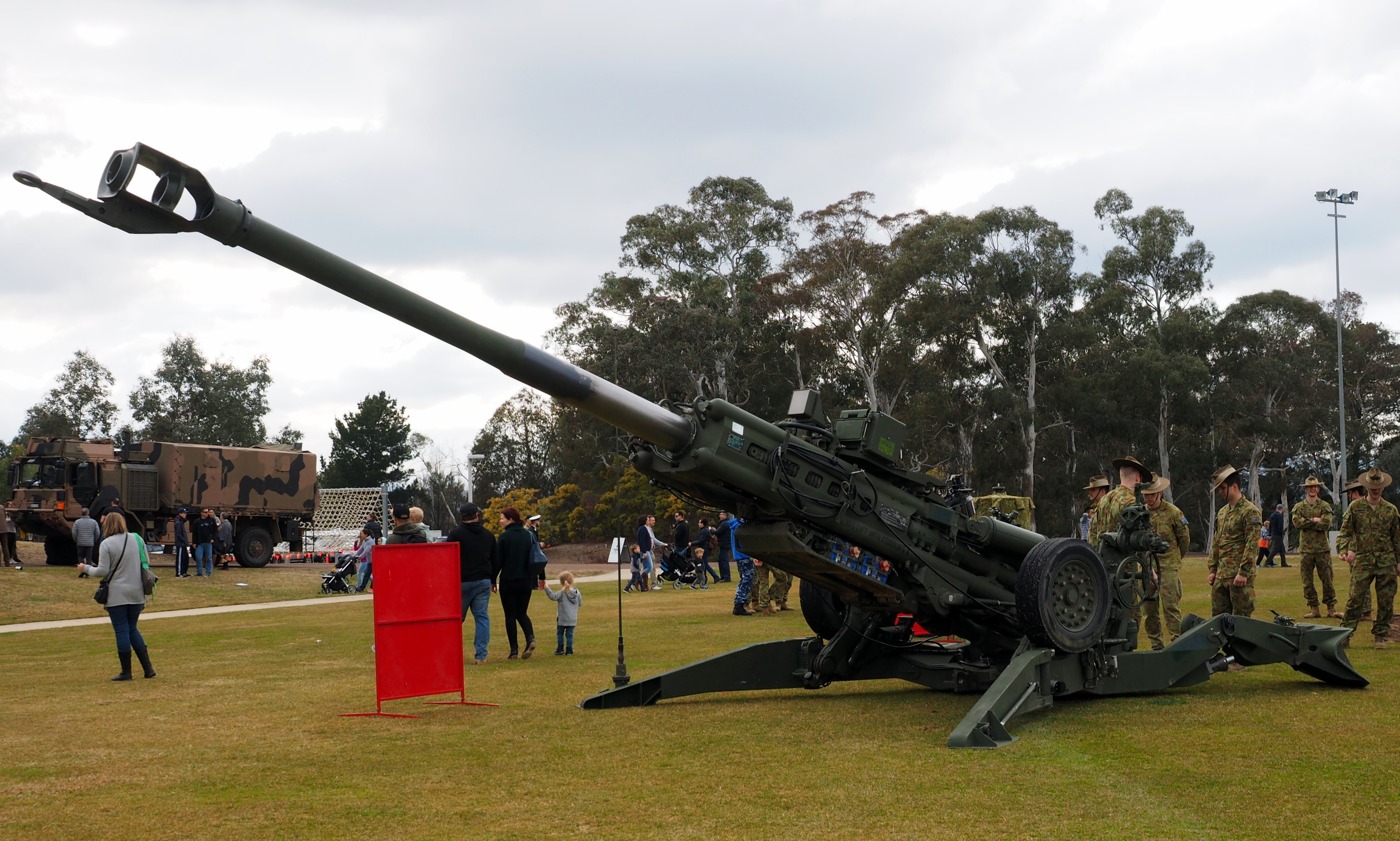
M777A2
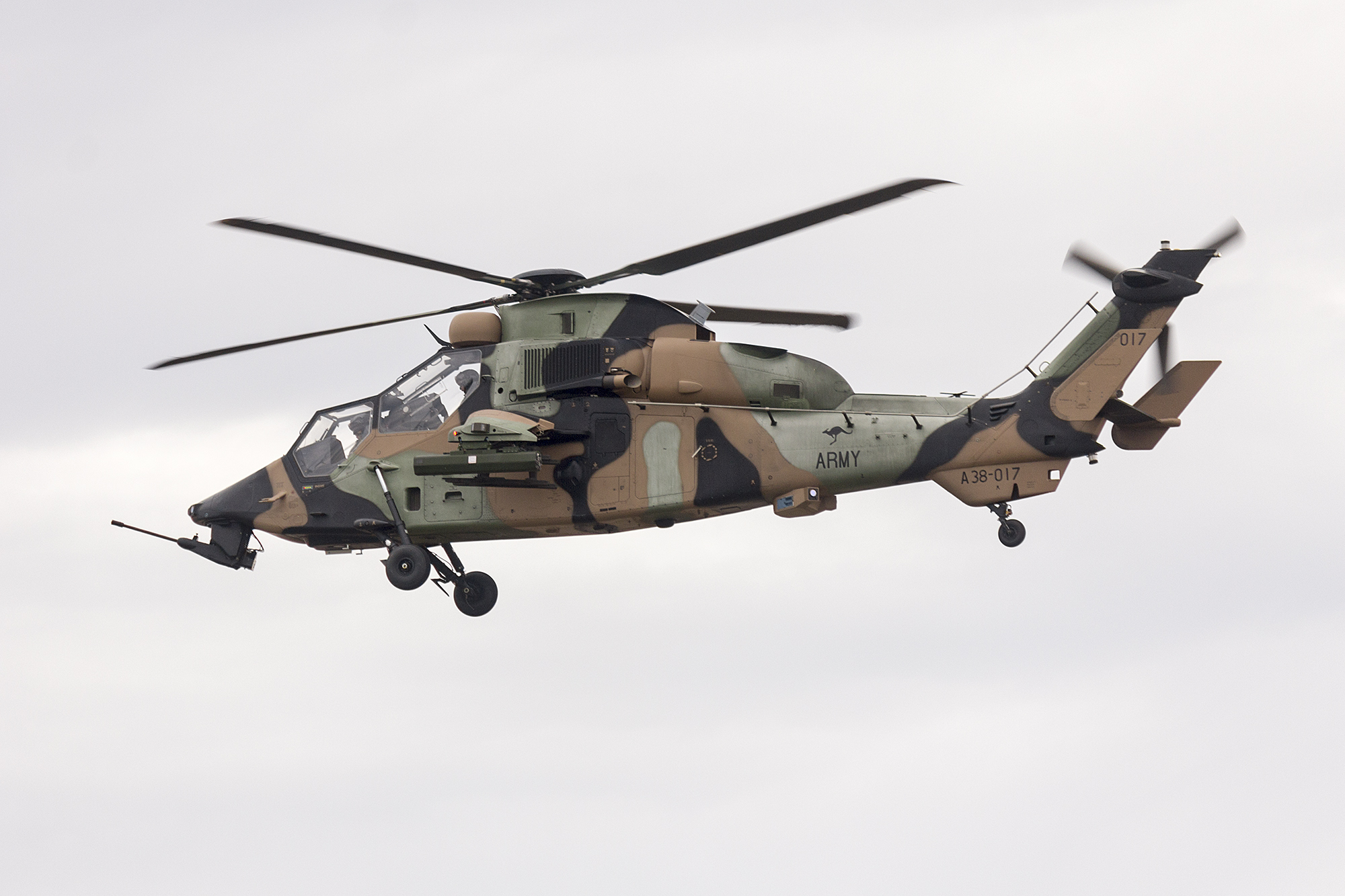
Tiger ARH

## Воинские звания и знаки различия

Погон курсанта

### Генералы и офицеры
| Категории               | Генералы      | Генералы          | Генералы           | Генералы      | Старшие офицеры | Старшие офицеры | Старшие офицеры    | Старшие офицеры | Младшие офицеры | Младшие офицеры | Младшие офицеры   |  |
| ----------------------- | ------------- | ----------------- | ------------------ | ------------- | --------------- | --------------- | ------------------ | --------------- | --------------- | --------------- | ----------------- |  |
| Погон                   |               |                   |                    |               |                 |                 |                    |                 |                 |                 |                   |  |
| Австралийское звание    | Field Marshal | General           | Lieutenant-general | Major-general | Brigadier       | Colonel         | Lieutenant colonel | Major           | Captain         | Lieutenant      | Second lieutenant |  |
| Российское соответствие | Генерал армии | Генерал-полковник | Генерал-лейтенант  | Генерал-майор | —               | Полковник       | Подполковник       | Майор           | Капитан         | Лейтенант       | Младший лейтенант |  |

### Подофицеры и солдаты
| Категории               | Уорент-офицеры               | Уорент-офицеры    | Уорент-офицеры    | Сержанты        | Сержанты | Солдаты         | Солдаты        | Солдаты |
| ----------------------- | ---------------------------- | ----------------- | ----------------- | --------------- | -------- | --------------- | -------------- | ------- |
| Нарукавный знак         |                              |                   |                   |                 |          |                 |                | нет     |
| Австралийское звание    | Полковой сержант-майор армии | Warrant Officer 1 | Warrant Officer 2 | Staff Sergeant  | Sergeant | Corporal        | Lance Corporal | Private |
| Российское соответствие | —                            | Старший прапорщик | Прапорщик         | Старший сержант | Сержант  | Младший сержант | Ефрейтор       | Рядовой |